# Миннибаевское сельское поселение
Миннибаевское се́льское поселе́ние — муниципальное образование в Альметьевском районе Татарстана Российской Федерации.
Административный центр — село Миннибаево.

## История
Статус и границы сельского поселения установлены Законом Республики Татарстан от 31 января 2005 года № 9-ЗРТ «Об установлении границ территорий и статусе муниципального образования "Альметьевский муниципальный район" и муниципальных образований в его составе».

## Население
| 2010  | 2011  | 2012  | 2013  | 2014  | 2015  | 2016  |
| ----- | ----- | ----- | ----- | ----- | ----- | ----- |
| 1770  | →1770 | ↗1790 | ↗1807 | ↘1783 | ↘1770 | ↘1762 |
| 2017  | 2018  |       |       |       |       |       |
| ↘1747 | ↗1756 |       |       |       |       |       |

## Состав сельского поселения
| № | Населённый пункт | Тип населённого пункта       | Население |
| - | ---------------- | ---------------------------- | --------- |
| 1 | Миннибаево       | село, административный центр | ↗1066     |
| 2 | Миннибаево       | станция                      |           |